# Wagneria palpalis
Wagneria palpalis là một loài ruồi trong họ Tachinidae.